# Łuskwiak ognisty

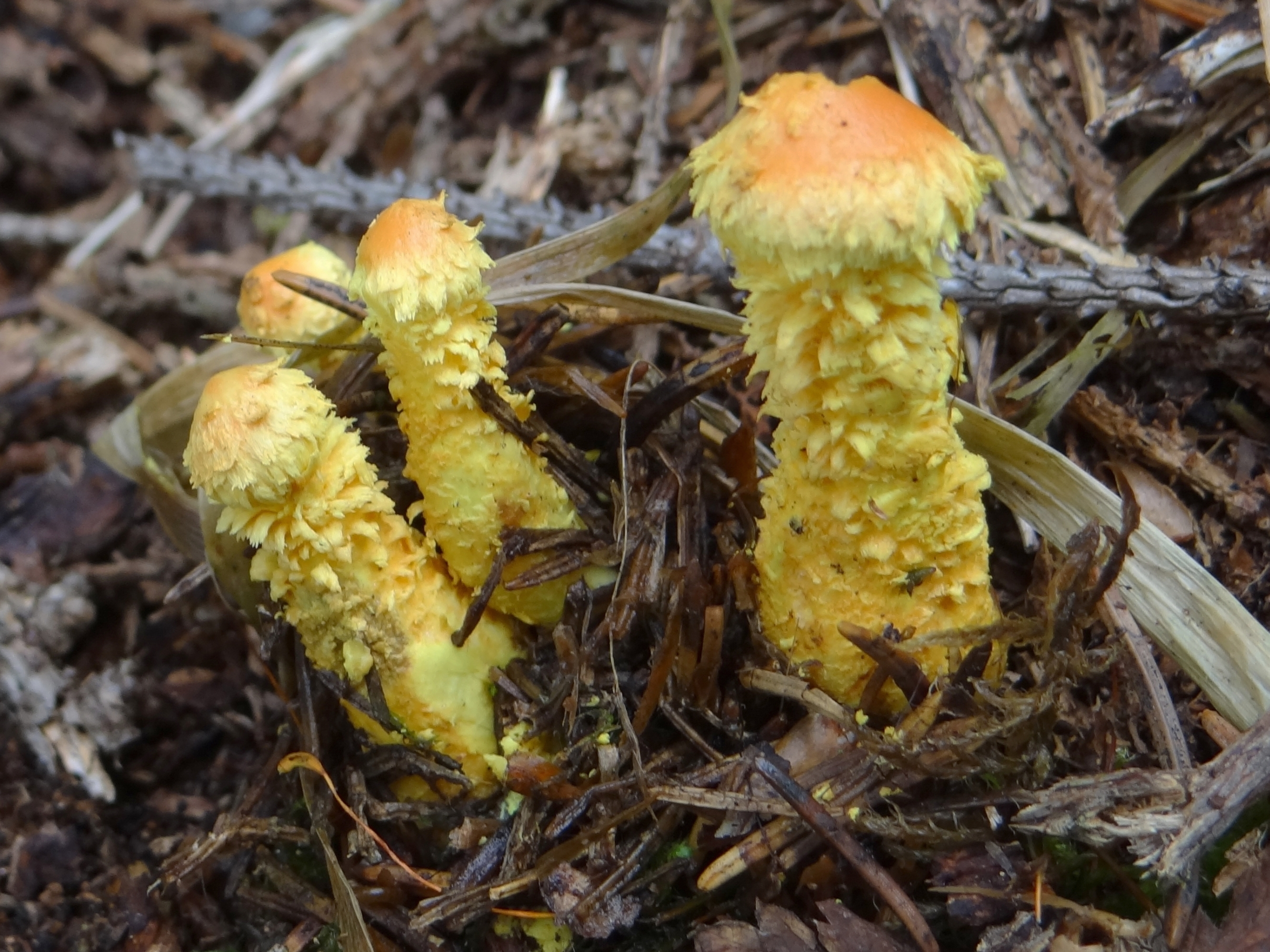
Młode owocniki na zagrzebanym pod igliwiem drewnie

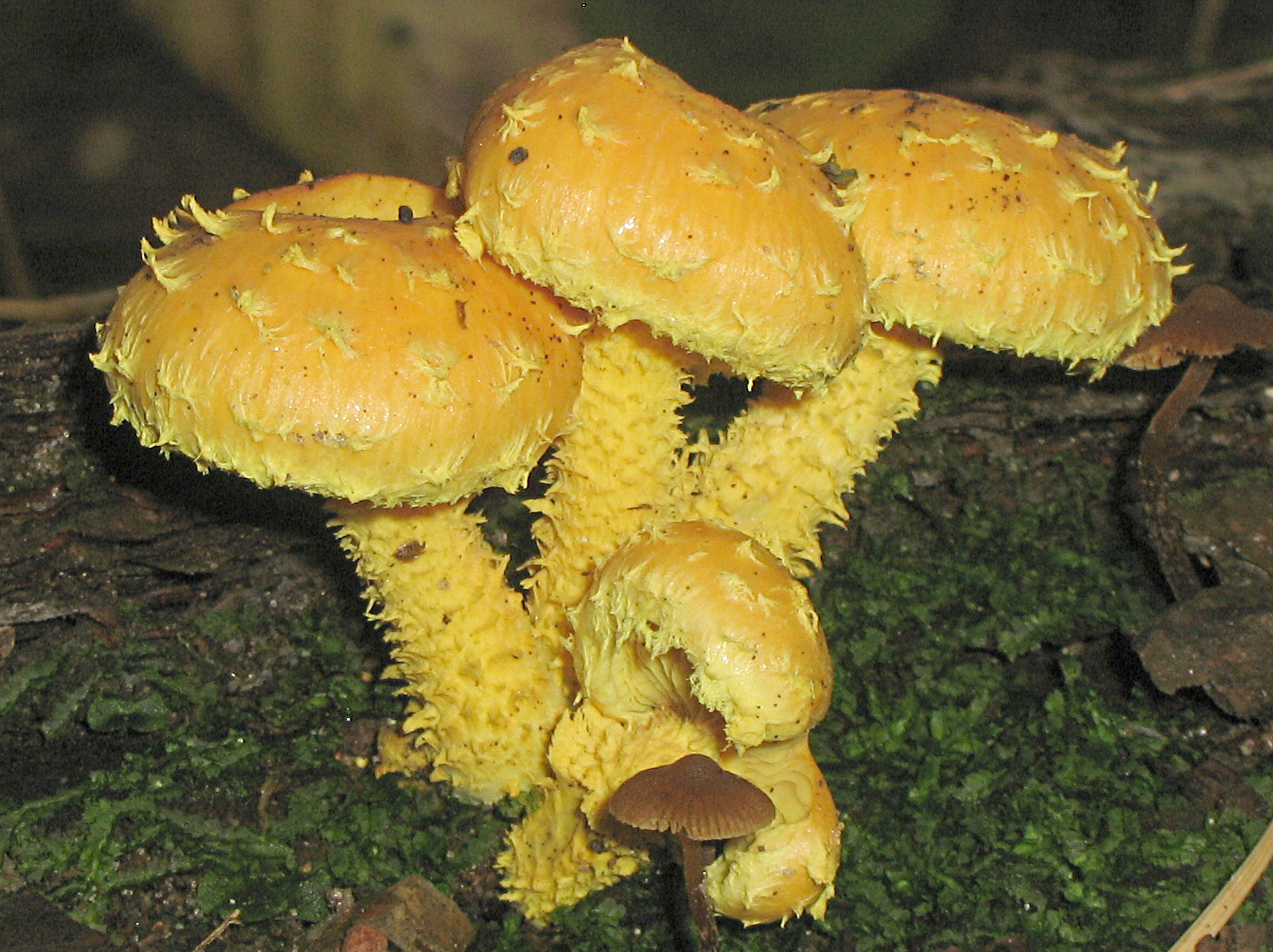

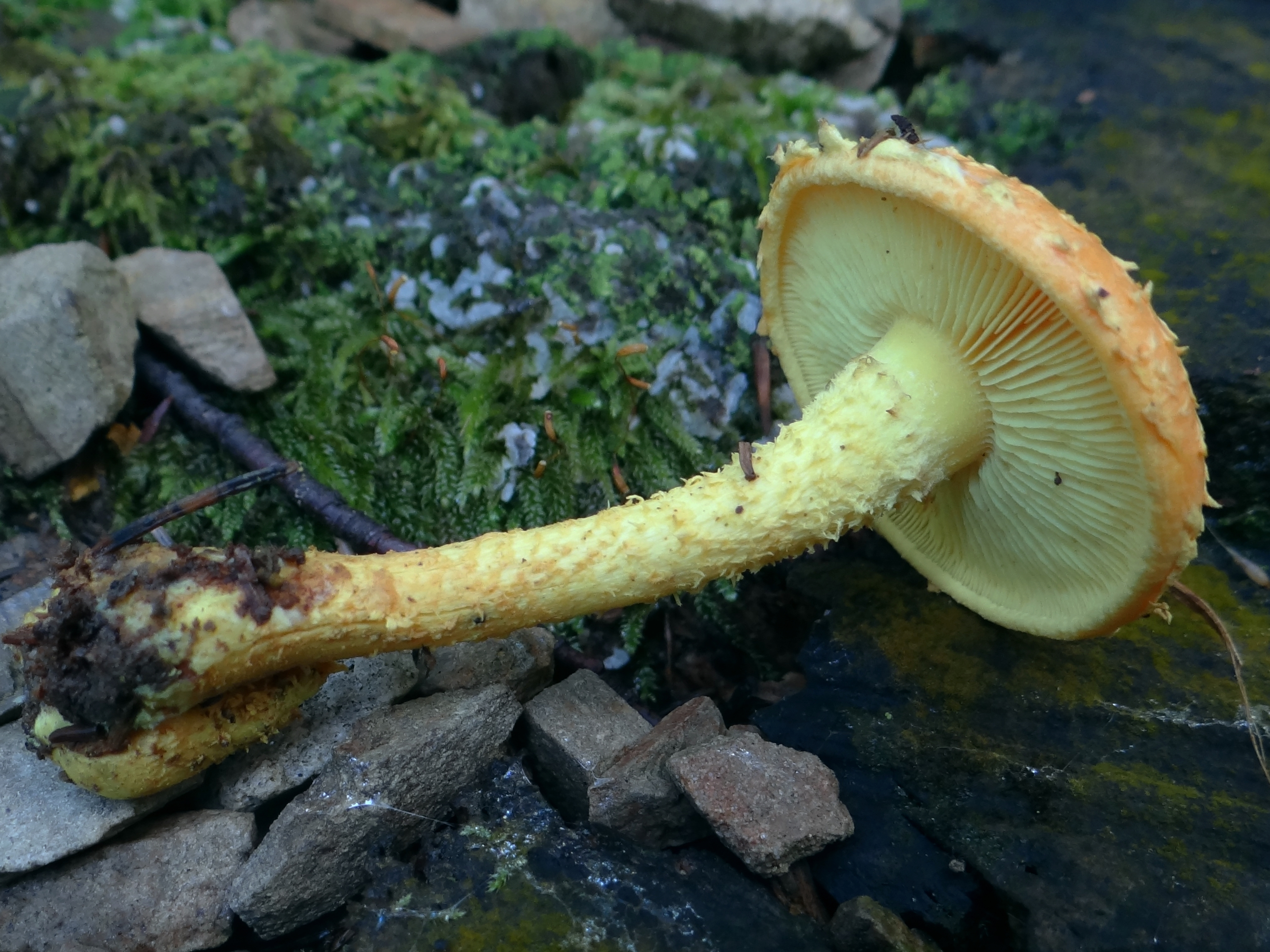

Łuskwiak ognisty (Pholiota flammans (Batsch) P. Kumm) – gatunek grzybów należący do rodziny pierścieniakowatych.

## Systematyka i nazewnictwo
Pozycja w klasyfikacji: Pholiota, Strophariaceae, Agaricales, Agaricomycetidae, Agaricomycetes, Agaricomycotina, Basidiomycota, Fungi.
Po raz pierwszy zdiagnozowany został w 1783 r. przez Batscha jako Agaricus flammans. Obecną nazwę nadał mu Kummer w 1871 r.
Synonimy naukowe:
- Agaricus flammans Batsch 1783
- Dryophila flammans (Batsch) Quél. 1886

Nazwę polską nadał Stanisław Chełchowski w 1898 r. W polskim piśmiennictwie mykologicznym gatunek ten nazywany jest również łuszczakiem ognistym i łuskwiakiem płomieniejącym.

## Morfologia
Kapelusz
Średnica 2–6 cm. U młodych osobników jest półkulisty, potem półkuliście łukowaty, w końcu płaskołukowaty. Długo posiada podwinięty brzeg. Powierzchnia sucha, podczas wilgotnej pogody nieco śliska, o barwie od cytrynowożółtej do pomarańczowej. W całości okryty jest dużymi, jednobarwnymi łuskami, które zwieszają się również z brzegu kapelusza.
Blaszki grzyba
Gęste, u młodych owocników cytrynowożółte, potem ciemniejące do oliwkowych, w końcu rdzawobrązowe.
Trzon
Wysokość 3–8 cm, grubość do 0,8 cm. Walcowaty, u młodych owocników pełny, u starszych pusty. Tylko w wąskiej strefie pod kapeluszem jest gładki; poza tym cały okryty odstającymi włóknami o siarkowej barwie.
Miąższ
Barwy siarkowożółtej, jedynie przy brzegach nieco rdzewiejący. Smak gorzkawy, zapach nieco rzodkiewkowaty.
Cechy mikroskopowe
Wysyp zarodników brązowy. Zarodniki żółtawe, eliptyczne, gładkie, bez pory rostkowej, amyloidalne. Pleurocystydy różnokształtne, o długości do 40 μm; niektóre wewnątrz wypełnione jednolitą ciemnobrązową treścią, inne pod wpływem KOH barwią się jak chrysocystydy. Liczne, również różnokształtne cheilocystydy mają długość do 20 μm. Naskórek ma grubość około 100 μm i zbudowany jest z galaretowatych strzępek o grubości 2–4 μm. Charakterystyczną cechą jest, że galaretowaty naskórek występuje tylko w kapeluszu.

## Występowanie i siedlisko
Gatunek szeroko rozprzestrzeniony w Ameryce Północnej i Europie. Występuje również w Azji, gdzie jednak jego występowanie jest słabiej zbadane. Z terenów Azji opisano jego występowanie w Japonii, Indiach i Chinach. Rośnie w różnego typu lasach i parkach, na pniach, pniakach drzew iglastych, zwłaszcza sosny i świerka. Owocniki, wytwarzane od sierpnia do października, wyrastają pojedynczo lub w małych grupach.
Saprotrof, przeważnie uważany za grzyba niejadalnego.

## Gatunki podobne
Najbardziej podobnym do niego gatunkiem jest łuskwiak nastroszony (Pholiota squarosa). Jego owocniki są jednak większe i nieco innej barwy (nie tak intensywnie żółte, bardziej ochrowe). Występuje zarówno na drzewie iglastym, jak i liściastym (na tym ostatnim częściej). Między tymi gatunkami stwierdzono też różnice mikroskopowe: u łuskwiaka nastroszonego galaretowaty naskórek występuje również na trzonie. Łuskwiak gruzełkowaty (Pholiota tuberculosa) jest podobnej barwy, ale nie ma odstających łusek.